# Ælfstan (évêque de Ramsbury)
Pour les articles homonymes, voir Ælfstan.
Ælfstan est un prélat anglo-saxon mort le 12 février 981. Il est le cinquième évêque de Ramsbury, de 970 au plus tôt jusqu'à sa mort.

## Biographie
Avant de devenir évêque, Ælfstan est moine à l'abbaye de Glastonbury, dans le Somerset, et au Old Minster, un monastère de Winchester. Après la mort d'Osulf, survenue en 970, il est choisi pour lui succéder sur le siège épiscopal de Ramsbury, dans le Wiltshire, mais la date de sa consécration est inconnue.
Ælfstan meurt le 12 février 981. Il est inhumé à l'abbaye d'Abingdon, dans le Berkshire, et Wulfgar lui succède comme évêque.